# Cao Ly Trung Túc Vương
Cao Ly Trung Túc Vương (Hangul: 고려 충숙왕; chữ Hán: 高麗 忠肅王; 30 tháng 7 năm 1294 – 3 tháng 5 năm 1339, trị vì 1313 – 1330 và 1332 – 1339), là vua thứ 27 của vương triều Cao Ly tại Triều Tiên. Túc Vương húy là Vương Đào (왕도, 王燾), tự Nghi Hiếu (의효, 宜孝), tên Mông Cổ là A Lạt Thắc Nột Thất Lý (阿剌忒訥失里).
Ông là con trai của Cao Ly Trung Tuyên Vương và Ý phi Dã Tốc Chân.
Năm 1313, Trung Tuyên Vương buộc phải thoái vị và đã nhường ngôi cho Trung Túc Vương. Túc Vương chưa có con trai nên một tông thất là Vương Cảo (왕고, 王暠) đã nhận vị Thế tử và sang Trung Quốc làm con tin. Vương Cảo là con của Giang Dương công Vương Tư và là cháu nội của Cao Ly Trung Liệt Vương.
Năm 1321, Trung Túc Vương đã có con trai là Trung Huệ Vương. Điều này khiến cho Thế tử Vương Cảo bị phế và đã lập liên minh với Nguyên Anh Tông bắt giam Trung Túc Vương. Tuy nhiên, Nguyên Anh Tông đã bị ám sát vào năm 1323 và kế hoạch bị hủy bỏ.
Túc Vương được quay về nước năm 1325, nhường ngôi cho Trung Huệ Vương vào 5 năm sau. Tuy nhiên, Trung Túc Vương đã phục vị hai năm sau đó do Trung Huệ Vương bị nhà Nguyên lật đổ.
Trung Túc Vương mất năm 1339, truy thụy là Trung Túc Ý Hiếu Đại Vương (忠肅懿孝大王), táng tại Nghị lăng (毅陵). Trung Huệ Vương tái lên ngôi lần 2.

## Gia đình
- Cha: Cao Ly Trung Tuyên Vương (고려 충선왕; 20 tháng 10 năm 1275 – 23 tháng 6 năm 1325).
- Mẹ: Ý phi Dã Tốc Chân (의비 야속진; ? – 1316).
- Hậu phi và con cái:

1. Cung Nguyên Vương hậu Hồng thị (공원왕후 홍씨; 1298 – 1380). Bà là con gái của Phủ viện quân Hồng Khuê và phu nhân Kim thị, là em ruột của Trung Tuyên Vương Thuận Hòa Viện phi. Nguyên phong Đức phi rồi tấn phong Vương hậu, truy thụy Minh Đức Thái hậu (明德太后).
  1. Trung Huệ Vương (고려 충혜왕; 22 tháng 2 năm 1315 – 30 tháng 1 năm 1344)
  2. Cung Mẫn Vương (고려 공민왕; 23 tháng 5 năm 1330 – 27 tháng 10 năm 1374)
2. Tĩnh Hòa Cung chủ (정화공주; ? – 1319), Bột Nhi Chỉ Cân thị,  một tông thất nữ của nhà Nguyên, tên là Diệc Liên Chân Bát Lạt (亦憐真八剌). Truy thụy Tĩnh Hòa Cung chủ (靖和公主), nhà Nguyên truy phong Bộc Quốc Trưởng công chúa (濮国長公主, 복국장공주).
3. Tào Quốc Trưởng công chúa (조국장공주; 1308 – 1325), Bột Nhi Chỉ Cân thị, tông thất nữ của nhà Nguyên, con gái của Ngụy vương A Mộc Ca (阿木哥) và là cháu nội của Đáp Lạt Ma Bát Lạt. Truy phong Tào Quốc Trưởng công chúa (曹國長公主).
  1. Long Sơn Nguyên tử (용산원자; 1325 – 1341), không rõ tên, bất hòa với Trung Huệ Vương. Mất sớm tại Trung Quốc, được đem về Cao Ly mai táng sau đó.
4. Khánh Hoa Cung chủ (경화공주/慶華公主; ? – 1344), tên thật là Bách Nhan Hốt Đô (伯顔忽都), người Mông Cổ. Huệ Vương trong một lần say xỉn đã cưỡng hiếp bà, bị bà thuật lại với vua Nguyên. Năm 1343, Huệ Vương bị giải về Trung Quốc. Bà mất cùng năm với Huệ Vương, được truy thụy Túc Cung Huy Ninh Cung chúa (肃恭徽宁公主).
5. Quyền Thọ phi (권수비/權壽妃; ? – 1340), con gái của Quyền Liêm. Thọ phi vốn đã có 1 đời chồng, năm 1335 nhập cung, được phong Thọ phi.